# Parafia Matki Bożej Częstochowskiej w Piastowie
Parafia Matki Bożej Częstochowskiej w Piastowie – rzymskokatolicka parafia należąca do dekanatu pruszkowskiego, archidiecezji warszawskiej, metropolii warszawskiej Kościoła katolickiego, w Piastowie, obsługiwana przez księży diecezjalnych.

## Historia
Parafia została erygowana w 1928.

### Kościół parafialny
Obecny kościół parafialny pochodzi z lat 1925–1926; przebudowany w latach 1963–1974 i 1986–1990. Mieści się przy alei Krakowskiej.

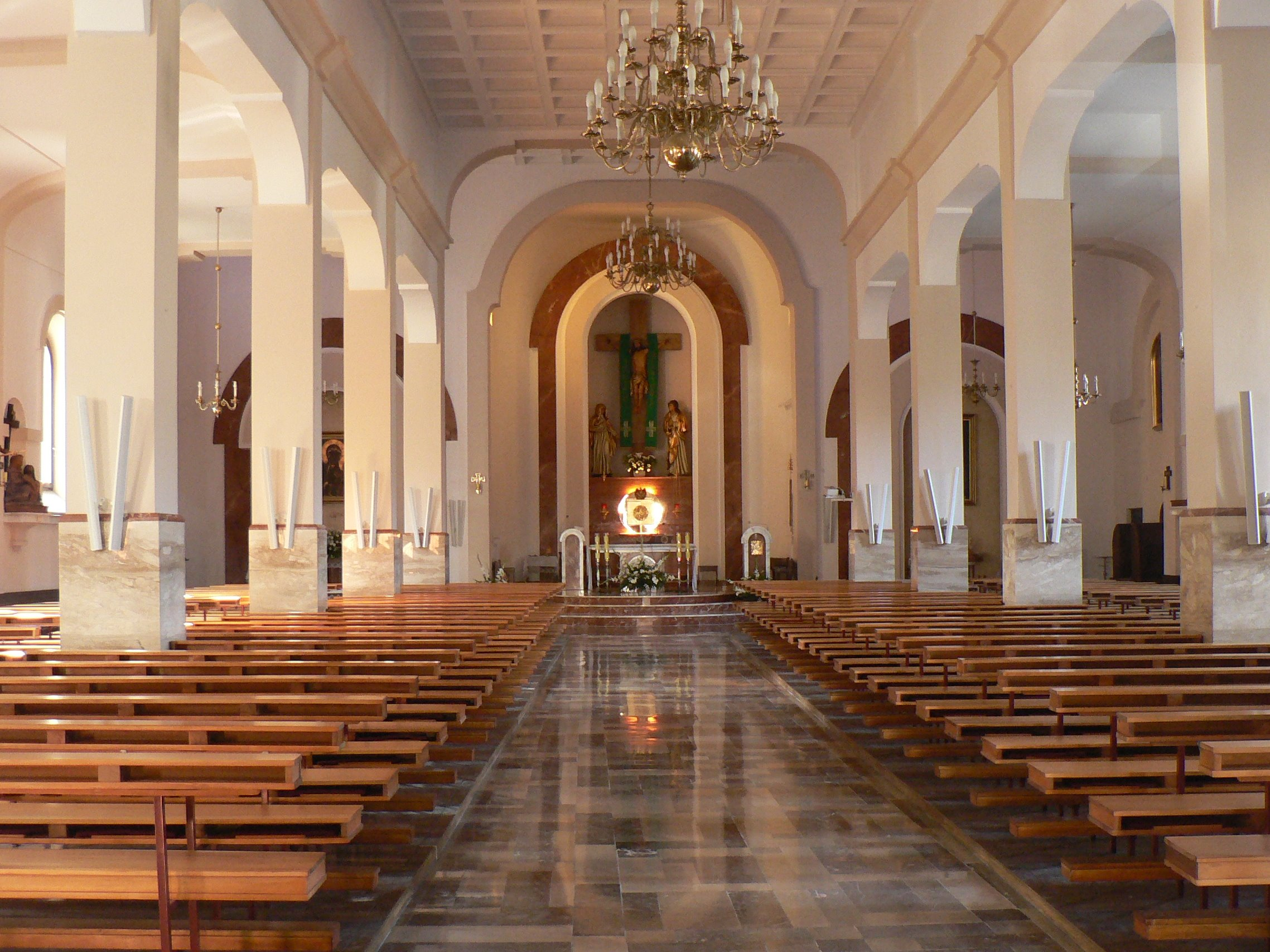
Wnętrze kościoła parafialnego